# Cadmus Workstations
Unter dem Produktnamen Cadmus vertrieb der deutsche Rechnerhersteller PCS Computer Systeme UNIX-Rechner, die in Forschung und Lehre sehr verbreitet waren.
Ende der 1970er, Anfang der 1980er Jahre entwickelte der deutsche Rechnerhersteller PCS Computer Systeme eine Reihe von Mikrocomputersystemen zunächst auf der Basis des LSI11 Boards mit einem Echtzeit-Betriebssystem der Digital Equipment Corporation. 1982 entwickelte PCS ein neues System auf Basis eines Motorola 68000-Prozessors. Das System ließ noch die Herkunft aus dem Digital-Umfeld erkennen: Q-Bus als Systembus, Terminal-Schnittstelle, Platten- und Magnetband-Interface von Digital usw. Es wurde zunächst als „QU68000“ vertrieben, einbaufähig in 19-Zoll-Schränke.
Die Nachfolgemodelle verwendeten die schnelleren Prozessoren 68020 und 68030 – ebenfalls in CISC-Architektur – und wurden unter dem Produktnamen Cadmus vermarktet. Unter diesem Namen gründete PCS eine amerikanische Tochterfirma, die nach wenigen Jahren wieder vom Markt verschwand.
Als 1985 die ersten RISC-Prozessoren auf den Markt kamen, wurden die Cadmus Workstations auf die MIPS-Architektur umgestellt, die unter anderem bei den Silicon-Graphics-Workstations zum Einsatz kamen. Das Betriebssystem war ein eigenes UNIX-Derivat namens MUNIX.
Die Rechenleistung solcher RISC-Workstations im Preisbereich von über 20.000 DM lag Mitte der 80er Jahre bei rund 16 MIPS (Millionen Instruktionen pro Sekunde) bei 20 MHz Taktfrequenz und maximal 64 MByte Arbeitsspeicher.
Die Cadmus-Workstations wurden bis Mitte der 1990er Jahre weltweit vertrieben. Nach mehreren Übernahmen durch große Konzerne wurde PCS 1996 durch ein Management-Buy-out wieder eigenständig. PCS entwickelt heute Terminals für Zutritt, Zeit- und Betriebsdatenerfassung.